# Chiesa di Sant'Alessandro (Cortenuova)
La chiesa di San'Alessandro è la parrocchiale di Cortenuova, in provincia e diocesi di Bergamo; fa parte del vicariato di Ghisalba-Romano.

## Storia
La prima citazione di una chiesa a Cortenuova è inserita in una pergamena datata 1171; da un documento del 1260 si apprende che in paese vi erano due chiese, una dedicata ai santi Maria e Giovanni Battista e una a san Pietro, e che erano filiali della pieve di Ghisalba.
Nel 1273 le due chiese vennero rase al suolo dalle truppe imperiali guidate da Federico II di Svevia. Le chiese di Cortenuova sono nuovamente menzionate nella nota ecclesiarum fatta redigere da Bernabò Visconti nel 1360.
La parrocchiale venne riedificata nel XV secolo e intitolata a sant'Alessandro in occasione della sua consacrazione, impartita dal vescovo Gerolamo Ragazzoni il 29 ottobre del 1589.
 Nel frattempo, la chiesa era confluita nel 1568 nel vicariato di Ghisalba in seguito alla trasformazione delle pievi foraniali in vicarie.
Nella relazione della visita pastorale del 1575 dell'arcivescovo di Milano Carlo Borromeo si legge che i fedeli erano 300 e che nella chiesa aveva sede la scuola del Santissimo Sacramento.
Grazie ad un documento stilato nel 1666 dal cancelliere Marenzi si conosce che nella chiesa parrocchiale di Cortenuova si erano costituite anche le confraternite del Rosario e della Dottrina cristiana, oltre a quella del Santissimo Sacramento, già esistente nel XVI secolo e che nella giurisdizione della parrocchia cortenuovese ricadevano gli oratori di San Cipriano e di Santa Maria.
La chiesa venne rifatta nel XVIII secolo poiché il numero dei parrocchiani era incrementato di molto. Da un documento del 1734 si apprende che la parrocchia era compresa nella vicaria di Mornico.
Nel 1800 il campanile subì un intervento di ammodernamento e nel 1837 fu dotato di cinque campane.
Nel 1843 la facciata fu ricostruita su disegno di Giuseppe Berlendis seguendo modelli palladiani; tra il 1877 ed il 1879 la chiesa venne ampliata mediante la realizzazione delle due navate laterali, progettate da Carlo Melchiotti. La consacrazione fu celebrata il 22 agosto 1880 dal vescovo di Bergamo Gaetano Camillo Guindani.
Nel 1923 la parrocchia passò dal vicariato di Mornico a quello di Romano di Lombardia; il 28 giugno 1971 fu aggregata alla neo-costituita zona pastorale XI, per poi entrare a far parte il 27 maggio 1979 del vicariato di Ghisalba-Romano.
La facciata venne ristrutturata nel 1982 e nel 1988 pure il tetto fu interessato da un intervento di rifacimento.

## Descrizione

### Interno
Opere di pregio conservate all'interno della chiesa, che è a tre navate, sono i quadri raffiguranti San Rocco, San Sebastiano, Gesù scaccia i mercanti dal tempio, l'Ultima Cena, lo Sposalizio della Vergine e Gesù Crocifisso.